# Men.com
Men（通常稱men.com以防混淆），是MindGeek旗下的一家線上男色網站，男同性戀色情片公司。
該域名在2003年12月以130萬美元被里克·施瓦茨收購。为此公司拍摄过影片的演员有Bobby Clark, Landon Conrad, Rocco Reed, Luke Adams, William Seed以及Paddy O'Brian等。

## 公司历史与影片争议
2015年10月初，Men.com尝试性的将女性作为一般角色（没有参与性爱）加入到男同性恋色情影片，片名是“Stealth Fuckers”(stealth，英语，偷偷摸摸；秘密行动；不声张的活动)。此举引发了关于女性演员是否应该出现在男同性爱影片中的争议。2018年1月Men.com上线了一部异性性爱影片，并且在网站上添加了“双性恋性爱”板块。
2018年8月，Men.com发布了首支由两位男性演员和一位女性演员出演的双性恋性爱影片，片名是“The Challenge”。该影片引起了关于双性恋影片是否应该发布在同性恋网站上的争议。Men.com表示之所以发布双性恋性爱影片是因为“在询问了网站用户他们想看什么样类型的影片之后，我们很惊讶的发现有很大数量的用户希望看到双性恋性爱影片。”

## 在流行文化中的使用
2017年6月，Men.com的一部名為“Private Lessons, Part 3”（後改稱“Right in Front of My Salad”）的男同性戀色情片成為了網路迷因。該男同性戀色情片中，一名女性在用餐時發現廚師在廚房與男人交歡，於是她大叫道：“你們幾個是在做愛嗎？竟然就在我沙拉前？！”（Are you guys fucking? Right in front of my salad?!）因此，“right in front of salad”成為了表達行為不得體的網路流行語。

## 外部連結
- 官方网站